# 치타공 아바하니 리미티드
치타공 아바하니 리미티드는 방글라데시의 축구단이다. 현재 방글라데시 프리미어리그에 참가하고 있다.

## 우승
- 방글라데시 챔피언십 리그: 2013
- 치타공 프리미어리그: 1998-99
- 방글라데시 인디펜던스컵: 2016
- 셰이크 카말 인터네셔널 클럽컵: 2015

## 선수 명단

### 현역
참고: FIFA 자격 규정에 따라 소속된 국가대표팀 국기를 표시합니다. 선수는 복수의 FIFA 비회원국 국적을 가지고 있을 수 있습니다.
| 번호 | 포지션 | 국적         | 이름                     |
| ---- | ------ | ------------ | ------------------------ |
| 1    | GK     | 방글라데시   | 아쉬라풀 이슬람 라나     |
| 2    | DF     | 방글라데시   | 라이한 하산              |
| 8    | MF     | 방글라데시   | 헤만타 빈센트 비스와스   |
| 19   | FW     | 나이지리아   | 오유쿠 데이비드 이페그우 |
| 25   | FW     | 우즈베키스탄 | 쿠도요르콘 사그둘라예프  |

| 번호 | 포지션 | 국적 | 이름 |
| ---- | ------ | ---- | ---- |